# Теорема Хана — Банаха
Теоре́мой Ха́на — Ба́наха называют несколько связанных между собой классических результатов функционального анализа, в частности
- Теорему о продолжении линейного функционала с сохранением мажоранты;
- Теорему о разделении выпуклых множеств;
- Теорему о непрерывном или положительном продолжении линейного функционала.

## Теорема о продолжении линейного функционала с сохранением мажоранты
Пусть {\displaystyle X} — векторное пространство над полем действительных чисел {\displaystyle \mathbb {R} } и {\displaystyle p:X\to \mathbb {R} } — положительно однородный субаддитивный функционал. Для любого подпространства {\displaystyle Y} векторного пространства {\displaystyle X} каждый линейный функционал {\displaystyle f:Y\to \mathbb {R} }, удовлетворяющий условию
{\displaystyle f(y)\leqslant p(y),\forall y\in Y},
может быть продолжен на все пространство {\displaystyle X} с сохранением этого неравенства.

Легко показать, что одной лишь положительной однородности (такая ошибочная формулировка приведена в Математической энциклопедии) или субаддитивности функционала {\displaystyle p} для справедливости этой теоремы недостаточно.
Контрпример для положительно однородного функционала: {\displaystyle X=\mathbb {R} }, {\displaystyle Y=\{0\}}, {\displaystyle p(x):=-|x|,x\in X,f(0)=0}.
Широко известны различные варианты теоремы о продолжении линейного функционала с сохранением мажоранты для линейных пространств над полем комплексных чисел, когда {\displaystyle p} — полунорма.

## Теорема о непрерывном продолжении линейного функционала
Всякий линейный ограниченный функционал {\displaystyle f}, определённый на линейном многообразии {\displaystyle Y} линейного нормированного пространства {\displaystyle X}, можно продолжить на все пространство с сохранением нормы.

Из этих теорем вытекает много важных следствий. Одно из них:

Для любых двух различных точек линейного нормированного пространства или локально выпуклого пространства существует линейный непрерывный функционал, определённый на всем пространстве, для которого его значения в этих точках различны.

## Доказательство
Сначала докажем, что существует продолжение в одном направлении. Пусть {\displaystyle z\in X\setminus Y}. Рассмотрим линейное пространство вида:
{\displaystyle Y_{z}\doteq \left\{y+az,\ y\in Y,\ a\in \mathbb {R} \right\}.}
Продолжение {\displaystyle f} на {\displaystyle Y_{z}} запишем:
{\displaystyle {\tilde {f}}(y+az)\doteq f(y)+a{\tilde {f}}(z),}
где {\displaystyle {\tilde {f}}(z)} — вещественное число, которое необходимо определить.
Для произвольных {\displaystyle y_{1},y_{2}\in Y} и {\displaystyle a,b>0} выполняется:
{\displaystyle f(ay_{1}+by_{2})=(a+b)f\left({\frac {a}{a+b}}y_{1}+{\frac {b}{a+b}}y_{2}\right)\leqslant }
{\displaystyle {}\leqslant (a+b)p\left({\frac {a}{a+b}}y_{1}+{\frac {b}{a+b}}y_{2}\right)=}
{\displaystyle {}=(a+b)p\left({\frac {a}{a+b}}(y_{1}-bz)+{\frac {b}{a+b}}(y_{2}+az)\right)\leqslant }
{\displaystyle \leqslant ap(y_{1}-bz)+bp(y_{2}+az).}
Отсюда
{\displaystyle a\left(f(y_{1})-p(y_{1}-bz)\right)\leqslant -b\left(f(y_{2})-p(y_{2}+az)\right)}
Как следствие
{\displaystyle {\frac {1}{b}}\left(-p(y_{1}-bz)+f(y_{1})\right)\leqslant {\frac {1}{a}}\left(p(y_{2}+az)-f(y_{2})\right)\quad \forall \ y_{1},y_{2}\in Y,\quad \forall a,b>0.}
Определим {\displaystyle c\in \mathbb {R} } так
{\displaystyle \sup _{a>0,y\in Y}\left\{{\frac {1}{a}}\left[-p(y-az)+f(y)\right]\right\}\leqslant c\leqslant \inf _{a>0,y\in Y}\left\{{\frac {1}{a}}\left[p(y+az)-f(y)\right]\right\}.}
Выполняется равенство
{\displaystyle ac\leqslant p(y+az)-f(y)\quad \forall \ y\in Y,\quad \forall \ a\in \mathbb {R} }.
Определим
{\displaystyle {\tilde {f}}(z)=c.}
Для всех {\displaystyle y\in Y} и произвольных {\displaystyle a\in \mathbb {R} } выполняется неравенство:
{\displaystyle {\tilde {f}}(y+az)=f(y)+ac\leqslant p(y+az),}
поэтому
{\displaystyle {\tilde {f}}(x)\leqslant p(x)\quad \forall \ x\in Y_{z}.}
Для завершения доказательства используем лемму Цорна. Пусть {\displaystyle E} является множеством всех возможных продолжений, удовлетворяющих условия теоремы. Данное множество является частично упорядоченным из-за включения областей определения, и каждое линейно упорядоченное подмножество имеет супремум (объединение областей определения). Поэтому по лемме Цорна данное множество имеет максимальный элемент. Данный элемент равен всему пространству, иначе в противном случае можно осуществить дальнейшее продолжение воспользовавшись только определенной конструкцией.